# Charles Stewart Parnell
Pour les articles homonymes, voir Parnell, Charles Stewart (homonymie) et Stewart.
Charles Stewart Parnell, dit « le roi sans couronne d'Irlande », né à Avondale (comté de Wicklow) le 27 juin 1846 et mort à Brighton le 6 octobre 1891, est un homme politique irlandais, figure de proue du nationalisme.

## Un parfait représentant du "landlordisme" protestant
Charles Stewart Parnell est issu d'une famille de propriétaires terriens protestants du comté de Wicklow. Une de ses sœurs est Fanny Parnell, qui deviendra une poète et une pamphlétaire nationaliste. Son père, John Henry Parnell, est un riche propriétaire terrien d'Avondale House. Sa mère, Delia Stewart, une Américaine, est la fille d'un héros de la marine américaine, le commandant Charles Stewart. John Henry Parnell est aussi le cousin d'un des principaux aristocrates irlandais, Lord Powerscourt.
Le profil de Charles Stewart Parnell ne semble donc pas le destiner à la contestation de l'ordre anglais établi : il est grand propriétaire terrien, « parfait représentant du landlordisme », protestant anglican en tant que membre de l'Église établie d'Irlande (composée essentiellement d'unionistes), lié à l'aristocratie par ses cousins, les Powerscourt, et même, de manière lointaine, à la famille royale. Cependant, c'est en tant que leader du nationalisme irlandais qu'il bâtit sa réputation.
Le jeune Parnell étudie au Magdalene College de Cambridge et, en 1874, devient sheriff du comté de Wicklow.

## Entrée au Parlement

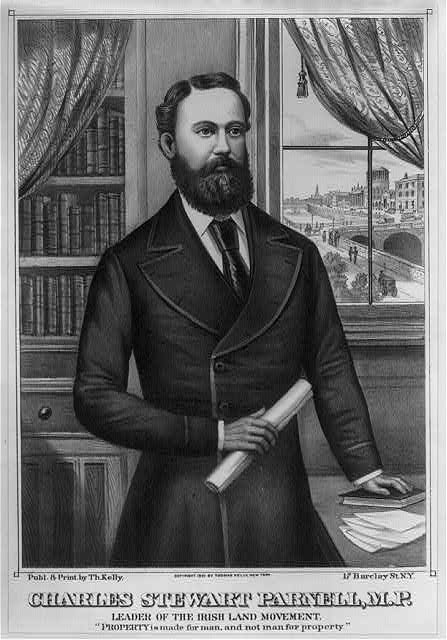
Portrait et citation de Parnell : « La propriété est faite pour l'homme, et non l'homme pour la propriété ».

Parnell est élu pour la première fois au Parlement à 29 ans dans le comté de Meath, en avril 1875, à l'occasion d'une élection partielle. Il rejoint à cette occasion le parti indépendantiste irlandais, le Home Rule Party, dirigé par Isaac Butt.
Même s'il étudie surtout en Angleterre, Parnell, à son entrée au Parlement, exprime ses sentiments anti-Anglais en adoptant à la Chambre des communes la tactique d'obstruction systématique conçue par un autre député irlandais, lié aux Fenians, Joseph Biggar. Cette tactique, qui permet à Parnell de démontrer son habileté à exploiter toutes les ressources de la procédure, revient à faire des discours extrêmement longs et ennuyeux sur n'importe quel sujet qui arrive à la Chambre, y compris ceux qui n'ont rien à voir avec l'Irlande ou l'Empire. Les députés irlandais sont les premiers à adopter cette stratégie au sein d'une assemblée, en s'appuyant sur le fait que le temps de parole des orateurs n'est pas limité et que le speaker ne peut les interrompre. Le scandale que cela provoque a les effets souhaités : la question irlandaise revient au centre des débats et les obstructionnistes deviennent très populaires en Irlande.

## Le «roi sans couronne» d'Irlande
Parnell se révèle un habile organisateur. À partir de 1880, il remplace Isaac Butt et William Shaw à la présidence de l'Irish Parliamentary Party, anciennement Home Rule Party. Le fait qu'il soit protestant donne au mouvement une « façade d'œcuménisme », mais elle est trompeuse dans la mesure où « le nationalisme irlandais s'identifie de plus en plus à la communauté catholique majoritaire, une évolution que reflète le soutien croissant des protestants au maintien de l'Acte d'Union (1800)».
Sous sa présidence, l'Irish Parliamentary Party devient une formation politique particulièrement bien organisée : il instaure la sélection professionnelle des candidats, avec des délégués élus au sein du parti, qui s'est jusque-là distingué par son manque d'unité.
Parnell devient le leader incontesté du mouvement nationaliste irlandais durant les années 1880-1882 ; on l'appelle alors le « roi sans couronne » d'Irlande. Il reçoit des soutiens financiers considérables, en provenance des États-Unis. Parnell, en 1880, se rend ainsi aux États-Unis avec John Dillon et y collecte plus de 26 000 livres.

## Question agraire et agitation nationaliste

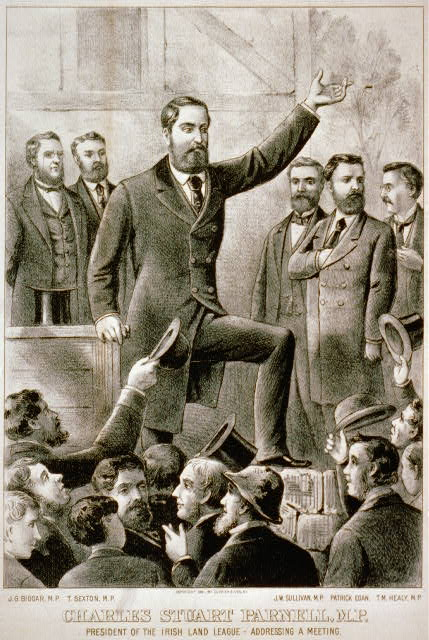
Parnell s'adressant à un meeting politique en 1881.

Malgré sa volonté nationaliste de fer, Parnell n'est en rien un démocrate et se caractérise par son conservatisme social, et notamment son fort attachement au droit de propriété privée. Comme le souligne François Bédarida, pour unir sous son égide les forces des plus modérés comme des plus extrémistes des nationalistes irlandais, « son habileté consiste, tout en soutenant une politique relativement modérée quant au fond, à ne pas hésiter à user d'un langage audacieux, voire violent ». Cela lui permet en outre de mieux contrôler les initiatives des plus radicaux des patriotes irlandais, notamment en termes de réforme agraire. En effet, s'il est convaincu que résoudre la question des terres doit être le premier pas vers une autonomie de l'Irlande, Parnell, fidèle aux intérêts de son milieu social d'origine, ne souhaite pas de remise à plat radicale de la propriété des terres en Irlande telle que l'envisagent certains. C'est pourquoi lorsque le 21 octobre 1879, à Dublin, Michael Davitt, ancien Fenian issu du prolétariat et rêvant « d'une Irlande à la fois libre et égalitaire dans laquelle la propriété individuelle des terres serait abolie et le sol nationalisé », fonda l'Irish National Land League (en) (qu'on peut traduire par Ligue nationale irlandaise de la terre ou Ligue pour un territoire national irlandais), Parnell veille à en saisir la présidence en s'appuyant sur son indéniable popularité.
Les principaux objectifs de la ligue se résument dans l'expression des « 3 F » : Fair rent, c'est-à-dire fixation équitable de la rente versée par les paysans irlandais au propriétaire de la terre qu'ils exploitent, y compris si nécessaire en faisant appel à l'arbitrage ; Fixity of tenure, soit l'assurance pour tout locataire qu'il ne pourrait être exclu de sa tenure s'il verse régulièrement le loyer ; et enfin Free sale, c'est-à-dire la possibilité pour un fermier de céder son bail s'il le souhaite au prix du marché. L'objectif à long terme est de permettre aux paysans d'accéder à la propriété des terres. En encourageant les paysans irlandais à défendre leurs droits et à en revendiquer de nouveaux, la Land League devient bientôt un mouvement très populaire.
Dans un contexte de crise agraire profonde, l'agitation autour de la question des terres grandit, déclenchant des vagues de violence. Les difficultés économiques du moment renforcent le caractère explosif de la situation politique de l'Irlande : « les tensions sociales se mêlèrent aux fermentations nationalistes, en exerçant naturellement un effet multiplicateur ». La montée des tensions se manifeste dans la radicalité de la stratégie utilisée par la Ligue agraire, reposant sur le boycottage, stratégie nommée ainsi en référence au traitement qui est réservé au capitaine Boycott, le régisseur d'un landlord du comté de Mayo. Parnell en explique le principe lors d'un discours à Ennis, le 19 septembre 1880 : « Quand un homme a pris une ferme d'un autre qui a été renvoyé, [...] vous devez l'éviter dans les rues du village, vous devez l'éviter dans les boutiques, vous devez l'éviter dans le parc et sur la place du marché, et même au lieu de culte, en le laissant seul, en le mettant en « quarantaine morale », en l'isolant du reste de son pays comme s'il était le lépreux de nos ancêtres, vous devez lui montrer votre dégoût pour le crime qu'il a commis. » Ce type de « quarantaine morale » à l'égard de ceux qui expulseraient un fermier locataire ou même accepteraient d'en reprendre la tenure prit rapidement, « dans un pays de communauté villageoise aussi fortement structurées que l'Irlande, [...] une redoutable signification ».
En février 1881, le premier ministre libéral William Ewart Gladstone propose au Parlement une nouvelle loi, le « Coercion Act (en) », destinée à combattre la ligue. Malgré l'opposition de Parnell et des députés irlandais qui « le combattirent par une obstruction désespérée mais furent finalement expulsés de la Chambre des communes après une séance de 46 heures de discours ininterrompus », la loi est votée, ce qui permet l'arrestation des chefs de la Ligue agraire, Parnell et Davitt, mais également John Dillon, Tim Healy et William O'Brien. Gladstone trouve finalement un accord avec Parnell en mars 1882, par le traité « Kilmainham », du nom de la prison où Parnell est retenu. Les prisonniers sont libérés, l'agitation s'interrompt et la politique de réforme des terres commencée avec le Land Act de 1881 peut se poursuivre. À la libération de Parnell, et afin de marquer une nouvelle ère de paix, Lord Frederick Cavendish est envoyé en Irlande en tant que secrétaire en chef. Mais, le jour de son arrivée, le 6 mai 1882, il est assassiné, ainsi que son sous-secrétaire Thomas Henry Burke, dans le Phoenix Park par des membres d'une société secrète, les Invincibles. Parnell condamne les meurtres et, malgré ce revers, l'attitude de Gladstone reste inchangée.
Le bloc irlandais unifié de Parnell parvient à dominer la scène politique britannique, dans le milieu des années 1880, faisant et défaisant les gouvernements libéraux et conservateurs, afin d'aboutir à la reconnaissance d'un gouvernement autonome de l'Irlande au sein du Royaume-Uni de Grande-Bretagne et d'Irlande, le « Home Rule » (qu'on pourrait traduire par « autonomie »). À cette époque, le chef du parti libéral, William Ewart Gladstone engage son parti à soutenir la cause de l'« Irish Home Rule », en proposant la première loi dans ce sens en 1886, la « Home Rule Bill », qui rencontre une vive opposition de la part des Conservateurs, qui voient là une trahison envers l'empire, ainsi qu'envers les loyalistes et les protestants d'Irlande. Gladstone perd son poste lors des élections générales de 1886, devenant ainsi le premier, en Grande-Bretagne, à être battu sur la question de l'autonomie. Cela marque un tournant capital dans les relations entre la Grande-Bretagne et l'Irlande : pour la première fois, un parti politique important s'est battu pour accorder à terme un gouvernement autonome à l'Irlande.

## Les faux Pigott
En mars 1887, une série de lettres, publiées dans The Times sous le titre accusateur « Le parnellisme et le crime », accusent Parnell d'avoir été impliqué dans le meurtre de Lord Frederick Cavendish et de son sous-secrétaire. The Times publie des fac-similés de lettres signées de la main de Parnell, dont l'une semble excuser ou fermer les yeux sur les meurtres qu'il a à l'époque publiquement condamnés. Immédiatement, Parnell dénonce ses lettres comme des faux. Le gouvernement crée une commission spéciale pour examiner les charges à son encontre et à l'encontre de son parti. La commission siège pendant près de deux ans. En février 1889, l'un des témoins, Richard Pigott, avoue avoir contrefait les lettres ; il s'enfuit peu après à Madrid, où il se suicide. Parnell est totalement blanchi, et The Times lui verse une importante somme d'argent en dédommagement. Cette affaire est restée sous le nom de « Piggot Forgeries » (les faux Piggot).
Dans les derniers mois de 1889, la popularité de Parnell atteint son apogée. Il reçoit ainsi une ovation debout à la Chambre des communes, est présenté à la foule à Édimbourg et est reçu à Hawarden par Gladstone.

## Madame O'Shea

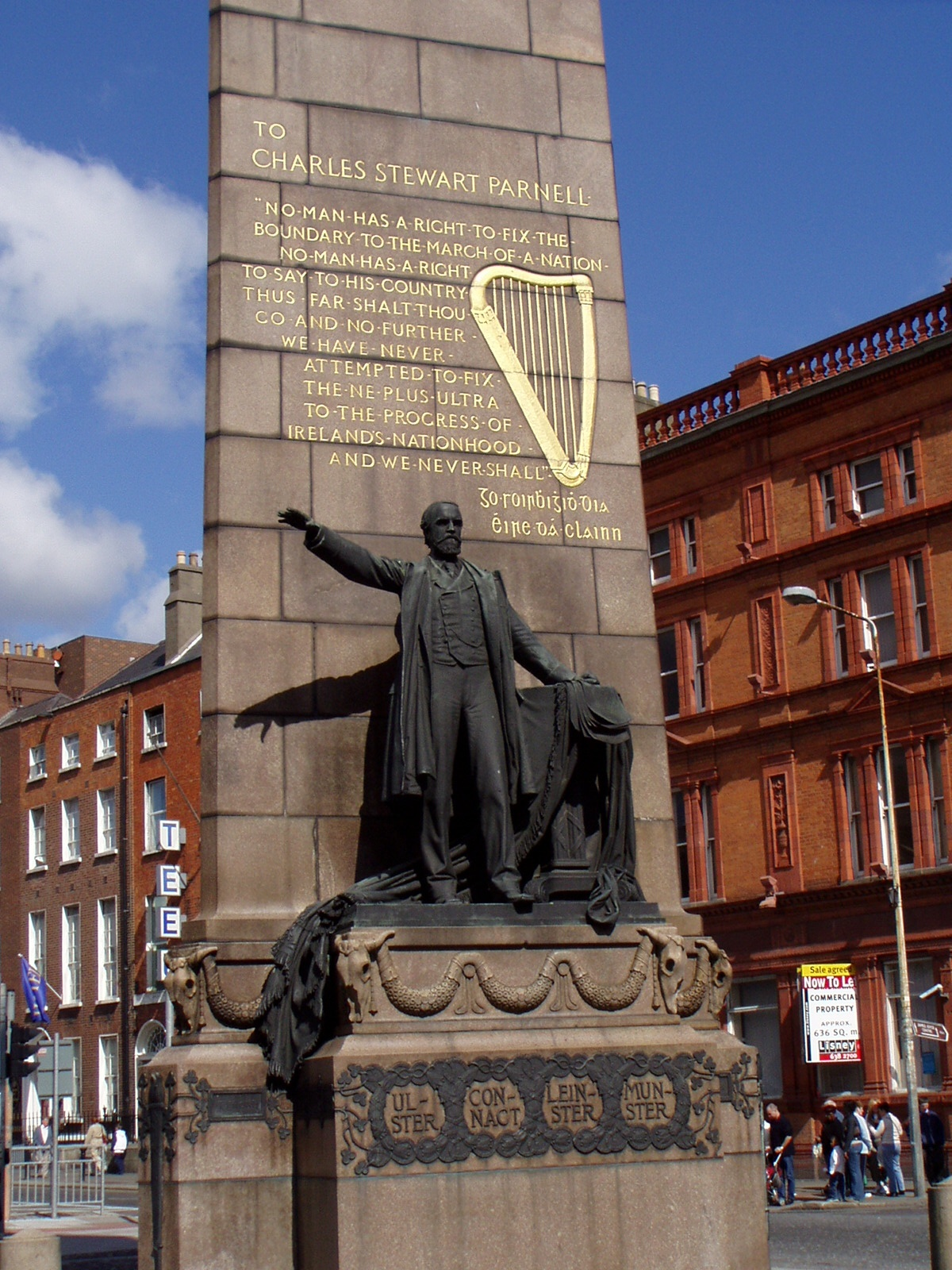
Statue de Parnell sur O'Connell Street à Dublin.

En décembre 1889, alors que la popularité de Parnell atteint son zénith, il est révélé (bien que les faits fussent connus des personnalités de Westminster) que Parnell entretient depuis des années une liaison avec Katharine O'Shea (généralement appelée Kitty O'Shea), épouse d'un parlementaire, le capitaine William O'Shea, avec lequel elle est en instance de divorce, et qu'ensemble, ils ont eu des enfants. Parnell ne se défend pas et la plupart des gens considèrent cette nouvelle accusation comme une calomnie. Cependant, cette fois, l'information est exacte.
Mme O'Shea et Parnell se sont rencontrés en 1880 et ont immédiatement entamé une liaison. Le couple O'Shea est en instance de divorce et, depuis 1886, Parnell et Catherine O'Shea vivent ensemble. Il n'y a aucun doute sur le fait que le capitaine est au courant de la relation de Parnell avec sa femme. Les raisons pour lesquelles le capitaine O'Shea attend décembre 1889 pour demander le divorce ne sont pas établies. D'après une hypothèse, il espérait un gros héritage, venant de l'oncle de sa femme, souffrant, mais qui tarde à trépasser. À sa mort, l'oncle laisse la totalité de sa fortune à Catherine, d'une certaine manière pour que son mari ne puisse pas en profiter. On dit que le capitaine O'Shea aurait fait du chantage à sa femme pour obtenir 20 000 livres, mais elle refuse de payer. C'est après cela qu'il demande un procès.
Le procès pour divorce fait sensation en Grande-Bretagne et en Irlande. Les hommes politiques de tous bords sont convaincus que le leader irlandais va se retirer de la vie publique, au moins pour un court instant. Cependant, Parnell, trop fier, ne montre aucune intention de se retirer. Le chef du parti libéral, Gladstone, sous la pression du courant religieux de son parti, se trouve dans l'obligation d'annoncer qu'il ne peut plus soutenir l'Irish Parliamentary Party tant que Parnell reste son leader. Un meeting du parti doit même être annulé, durant la première semaine de décembre 1890. Le refus de Parnell d'abandonner son poste provoque une rupture à l'intérieur du parti, entre les parnellites et les anti-parnellites. Quarante-quatre membres suivent Justin McCarthy, le vice-président, et renouent une alliance avec le parti libéral, tandis que vingt-sept autres restent aux côtés de Parnell.
Lors d'une réunion du parti, où Parnell a rétorqué à l'intervention de Gladstone : « Qui est le maître du parti ? », le député Tim Healy lui répond : « Qui est la maîtresse du parti ? ».

## Ses dernières défaites

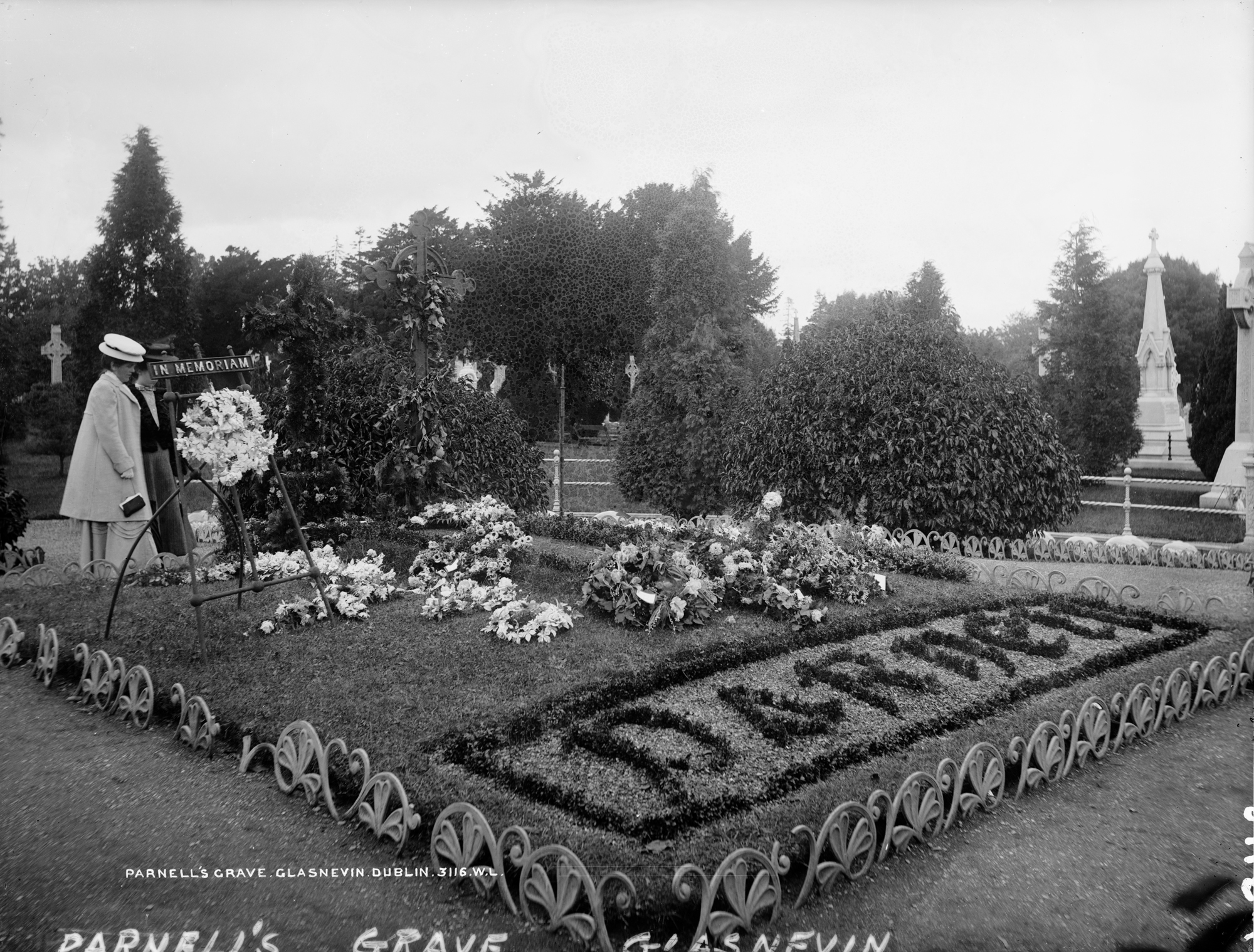
La tombe de Parnell, vers 1914, au Glasnevin cemetery, cimetière de Glasnevin, à Dublin.

Parnell perd la tête de son parti, mais il refuse d'accepter le verdict : il fait campagne lors de trois élections partielles en Irlande, en 1891, mais son candidat est chaque fois battu. Par la suite, il engage une guerre à outrance contre ses détracteurs mais finit par s'épuiser.
Il se marie avec Catherine, peu après son divorce, le 25 juin 1891, à Steyning, dans le Sussex de l'Ouest. Peu après, probablement à cause de la tension énorme, due aux meetings qui se succèdent, il meurt, à Brighton, le 6 octobre 1891. Il n'a alors que quarante-cinq ans. Bien qu'il soit anglican, il est inhumé dans le plus grand cimetière catholique romain de Dublin, celui de Glasnevin.
Son échec disqualifie pour longtemps la voie constitutionnelle, ou légaliste, comme outil efficace du nationalisme irlandais.

### Filmographie
- Le film de John M. Stahl, La Vie privée d'un tribun, réalisé en 1937, avec Clark Gable, Myrna Loy… raconte une partie de sa vie.

### Littérature
- L'une des nouvelles du recueil Gens de Dublin de James Joyce, titrée On se réunira le 6 octobre  dans la version française, est centrée sur un groupe de partisans de Parnell, quelques années après sa mort.
- Paul Bew, Charles Stewart Parnell, Gill & Macmillan Ltd, 1990
- John Haney, Charles Stewart Parnell, Chelsea House Publishers, 1990
- Robert Kee, The Laurel and the Ivy, Penguin, 1994
- François Bédarida, L'Angleterre triomphante 1832-1914, Paris, Hatier, 1974, 224 p.
- Paul Bew, Charles Stewart Parnell, Gill & Macmillan Ltd, 1990
- John Haney, Charles Stewart Parnell, Chelsea House Publishers, 1990
- Robert Kee, The Laurel and the Ivy, Penguin, 1994
- François Bédarida, L'Angleterre triomphante 1832-1914, Paris, Hatier, 1974, 224 p.
- Paul Bew, Charles Stewart Parnell, Gill & Macmillan Ltd, 1990
- John Haney, Charles Stewart Parnell, Chelsea House Publishers, 1990
- Robert Kee, The Laurel and the Ivy, Penguin, 1994
- François Bédarida, L'Angleterre triomphante 1832-1914, Paris, Hatier, 1974, 224 p.
- Paul Bew, Charles Stewart Parnell, Gill & Macmillan Ltd, 1990
- John Haney, Charles Stewart Parnell, Chelsea House Publishers, 1990
- Robert Kee, The Laurel and the Ivy, Penguin, 1994
- François Bédarida, L'Angleterre triomphante 1832-1914, Paris, Hatier, 1974, 224 p.